# Rémi Royer (hockey sur glace)
Pour les articles homonymes, voir Rémi Royer et Royer.
Rémi Royer (né le 12 février 1978 à Donnacona au Canada) est un joueur professionnel de hockey sur glace,.

## Carrière de joueur
Il commence sa carrière en 1994 aux Tigres de Victoriaville dans la Ligue de hockey junior majeur du Québec. Il est choisi en 1996 au cours du repêchage d'entrée dans la Ligue nationale de hockey par les Blackhawks de Chicago en 2e ronde, en 31e position. Il a disputé 18 matchs de LNH avec cette équipe. Le 20 juillet 2000, il est échangé aux Capitals de Washington pour Nolan Baumgartner.
Le 3 mars 2001, il est échangé aux Panthers de la Floride pour David Emma.
En 2006, il est l'une des principales recrues des Diables Rouges de Briançon. L'entraîneur Luciano Basile le choisit, tout comme l'attaquant Pierre-Luc Sleigher car il veut apporter du caractère à son équipe. Son jeu physique se fait rapidement remarquer et sanctionner par les arbitres de la Ligue Magnus, le championnat français ne lui apportant pas que des louanges. Les briançonnais terminent troisièmes de la Ligue Magnus. Lors des demi-finales, elle est battue trois victoires à deux contre le futur vainqueur Grenoble. Mais lors des séries éliminatoires, Royer est impeccable à tous les matchs, se comportant en véritable leader des lignes arrières et il est un des artisans de la troisième place du club de la ville haute.
La saison suivante, malgré sa volonté de continuer à porter les couleurs des diables rouges, il n'est conservé pour raisons financières et part alors apporter son expérience à la réserve du EC Red Bull Salzbourg en Nationalliga, le second échelon autrichien. Mais il est rapidement promu dans l'équipe type qui joue en EBEL. Le Red Bull remporte le titre de champion en battant le HDD Olimpija Ljubljana en finale. Il a passe la saison suivante à encadrer l'équipe de Nationaliga. En 2009, il commence la saison avec le HDD Olimpija mais ne trouve pas d'accord avec le club. Il retourne alors au Québec. Il s'aligne avec le club de LNAH qui a acquis ses droits en l'occurrence le CIMT de Rivière-du-Loup. Son contrat lui permet de partir en Europe s'il reçoit des offres de clubs du vieux continent. Dès le mois de novembre, il est mis à l'essai par le HC Ambri-Piotta durant la trêve internationale étant donné que le club entraîné par Benoît Laporte est décimé par les blessures. Finalement libéré, il rejoint le HC Viège pour remplacer temporairement un joueur blessé.
Il commence la saison 2010-2011 dans la LNAH avec les 3L de Rivière-du-Loup, puis il signe avec le VEU Feldkirch de la Nationalliga.
Le 4 octobre 2011, il signe un contrat avec le Cool FM 103,5 de Saint-Georges.

## Statistiques
| Saison     | Équipe                          | Ligue        |    | Saison régulière | Saison régulière | Saison régulière | Saison régulière | Saison régulière |   | Séries éliminatoires | Séries éliminatoires | Séries éliminatoires | Séries éliminatoires | Séries éliminatoires |
| Saison     | Équipe                          | Ligue        | PJ | B                | A                | Pts              | Pun              | PJ               | B | A                    | Pts                  | Pun                  |                      |                      |
| 1993-1994  | Gouverneurs de Sainte-Foy       | Midget AAA   | 44 | 8                | 24               | 32               |                  | 8                | 3 | 3                    | 6                    |                      |                      |                      |
| 1994-1995  | Tigres de Victoriaville         | LHJMQ        | 57 | 3                | 17               | 20               | 144              | 4                | 0 | 1                    | 1                    | 7                    |                      |                      |
| 1995-1996  | Tigres de Victoriaville         | LHJMQ        | 43 | 12               | 14               | 26               | 209              | -                | - | -                    | -                    | -                    |                      |                      |
| 1995-1996  | Laser de Saint-Hyacinthe        | LHJMQ        | 19 | 10               | 9                | 19               | 80               | 12               | 1 | 4                    | 5                    | 29                   |                      |                      |
| 1996-1997  | Huskies de Rouyn-Noranda        | LHJMQ        | 29 | 3                | 12               | 15               | 87               | -                | - | -                    | -                    | -                    |                      |                      |
| 1996-1997  | Ice d'Indianapolis              | LIH          | 10 | 0                | 1                | 1                | 17               | -                | - | -                    | -                    | -                    |                      |                      |
| 1997-1998  | Huskies de Rouyn-Noranda        | LHJMQ        | 66 | 20               | 48               | 68               | 205              | 6                | 1 | 3                    | 4                    | 8                    |                      |                      |
| 1997-1998  | Ice d'Indianapolis              | LIH          | 5  | 0                | 2                | 2                | 4                | 5                | 1 | 2                    | 3                    | 12                   |                      |                      |
| 1998-1999  | Blackhawks de Chicago           | LNH          | 18 | 0                | 0                | 0                | 67               | -                | - | -                    | -                    | -                    |                      |                      |
| 1998-1999  | Pirates de Portland             | LAH          | 2  | 0                | 1                | 1                | 2                | -                | - | -                    | -                    | -                    |                      |                      |
| 1998-1999  | Ice d'Indianapolis              | LIH          | 54 | 4                | 15               | 19               | 164              | 7                | 0 | 0                    | 0                    | 44                   |                      |                      |
| 1999-2000  | Lumberjacks de Cleveland        | LIH          | 57 | 3                | 13               | 16               | 204              | 8                | 1 | 1                    | 2                    | 12                   |                      |                      |
| 2000-2001  | Pirates de Portland             | LAH          | 40 | 1                | 7                | 8                | 140              | -                | - | -                    | -                    | -                    |                      |                      |
| 2000-2001  | Panthers de Louisville          | LAH          | 18 | 1                | 1                | 2                | 50               | -                | - | -                    | -                    | -                    |                      |                      |
| 2001-2002  | Ice Pilots de Pensacola         | ECHL         | 15 | 0                | 7                | 7                | 67               | -                | - | -                    | -                    | -                    |                      |                      |
| 2001-2002  | Everblades de la Floride        | ECHL         | 3  | 1                | 1                | 2                | 8                | -                | - | -                    | -                    | -                    |                      |                      |
| 2001-2002  | Bruins de Providence            | LAH          | 24 | 3                | 5                | 8                | 69               | -                | - | -                    | -                    | -                    |                      |                      |
| 2001-2002  | Citadelles de Québec            | LAH          | 24 | 1                | 7                | 8                | 78               | 3                | 1 | 0                    | 1                    | 4                    |                      |                      |
| 2002-2003  | Aeros de Houston                | LAH          | 3  | 0                | 0                | 0                | 15               | -                | - | -                    | -                    | -                    |                      |                      |
| 2002-2003  | Everblades de la Floride        | ECHL         | 2  | 0                | 1                | 1                | 18               | -                | - | -                    | -                    | -                    |                      |                      |
| 2002-2003  | Royals de Reading               | ECHL         | 29 | 7                | 7                | 14               | 186              | -                | - | -                    | -                    | -                    |                      |                      |
| 2003-2004  | Ice d'Indianapolis              | LCH          | 27 | 4                | 4                | 8                | 136              | 5                | 0 | 1                    | 1                    | 12                   |                      |                      |
| 2004-2005  | Caron et Guay de Trois-Rivières | LNAH         | 22 | 3                | 6                | 9                | 100              | -                | - | -                    | -                    | -                    |                      |                      |
| 2004-2005  | Radio X de Québec               | LNAH         | 12 | 3                | 5                | 8                | 29               | 11               | 0 | 8                    | 8                    | 40                   |                      |                      |
| 2005-2006  | Radio X de Québec               | LNAH         | 51 | 12               | 40               | 52               | 315              | 4                | 0 | 3                    | 3                    | 52                   |                      |                      |
| 2006-2007  | Diables rouges de Briançon      | Ligue Magnus | 20 | 2                | 10               | 12               | 110              | 8                | 0 | 0                    | 0                    | 12                   |                      |                      |
| 2006-2007  | Diables rouges de Briançon      | CdF          | 3  | 0                | 1                | 1                | 4                |                  |   |                      |                      |                      |                      |                      |
| 2006-2007  | Diables rouges de Briançon      | CdlL         | 3  | 0                | 0                | 0                | 61               |                  |   |                      |                      |                      |                      |                      |
| 2007-2008  | EC Red Bull Salzbourg           | Nationalliga | 10 | 6                | 8                | 14               | 59               | -                | - | -                    | -                    | -                    |                      |                      |
| 2007-2008  | EC Red Bull Salzbourg           | EBEL         | 26 | 2                | 9                | 11               | 66               | 4                | 2 | 1                    | 3                    | 2                    |                      |                      |
| 2008-2009  | EC Red Bull Salzbourg           | Nationalliga | 22 | 8                | 17               | 25               | 61               | 4                | 0 | 1                    | 1                    | 20                   |                      |                      |
| 2009-2010  | HDD Olimpija Ljubljana          | EBEL         | 9  | 3                | 6                | 9                | 14               | -                | - | -                    | -                    | -                    |                      |                      |
| 2009-2010  | HC Viège                        | LNB          | 2  | 0                | 2                | 2                | 2                | -                | - | -                    | -                    | -                    |                      |                      |
| 2009-2010  | CIMT de Rivière-du-Loup         | LNAH         | 23 | 5                | 18               | 23               | 57               | 10               | 0 | 5                    | 5                    | 37                   |                      |                      |
| 2010-2011  | 3L de Rivière-du-Loup           | LNAH         | 22 | 4                | 15               | 19               | 73               | -                | - | -                    | -                    | -                    |                      |                      |
| 2010-2011  | VEU Feldkirch                   | Nationalliga | 6  | 2                | 3                | 5                | 24               | 10               | 4 | 4                    | 8                    | 26                   |                      |                      |
| 2011-2012  | Cool FM 103,5 de Saint-Georges  | LNAH         | 35 | 10               | 15               | 25               | 151              | -                | - | -                    | -                    | -                    |                      |                      |
| Totaux LNH | Totaux LNH                      | Totaux LNH   | 18 | 0                | 0                | 0                | 67               | -                | - | -                    | -                    | -                    |                      |                      |

## Trophées et honneurs personnels
Ligue de hockey junior majeur du Québec
- 1997-1998 : élu dans la première équipe d'étoiles.

Ligue canadienne de hockey
- 1997-1998 : élu dans la deuxième équipe d'étoiles.

Ligue nord-américaine de hockey
- 2004-2005 : gagne la Coupe Futura avec le Radio X de Québec.

## Parenté au hockey
- Son frère Gaétan Royer est également un hockeyeur professionnel. Il a aussi disputé quelques matchs dans la LNH.